# Henrik V. Nemški
Henrik V., cesar Svetega rimskega cesarstva, nemški, italijanski, burgundski kralj, * 1081 ali 1086, † 23. maj 1125, Utrecht.
Henrik V. se je povezal z upornimi plemiči in se z zvijačo polastil očetovega kraljevega prestola, da bi Nemčijo odrešil iz katoliške cerkve izobčenega vladarja. Ko je zavladal, pa se tudi sam ni hotel odpovedati spornemu nastavljanju škofov in opatov. V Rimu je 
prisilil papeža Pashala II., da ga je kronal za cesarja in da mu je priznal koncesije, ki jih kurija cesarju ni bila pripravljena dati. Zaradi tega si je prislužil izobčenje s strani mnogih prelatov in nazadnje tudi s strani papeža. Cesarsko-cerkveni spor imenovanja škofov in prelatov, ki se je vlekel iz časa Henrika IV., so razrešili šele papež Kalist II. in zmerni nemški knezi, ki so s pogajanji našli kompromis, vsebovan v wormškem konkordatu (1122). Henrik se je s podpisom konkordata rešil izobčenja, ne da bi se moral podvreči sramotilnemu obredu spokoritve. Razhajanje med Henrikom in plemstvom Saške, kjer kralj ni imel več nobene dejanske oblasti, pa se niso poleglo do konca Henrikovega vladanja.

## Do polnoletnosti
Henrik V. je bil zadnji otrok kralja in cesarja Henrika IV. in njegove žene Berte Savojske. Ker je bil za naslednika določen njegov precej starejši brat Konrad, Henrikovo rojstvo ni vzbudilo kaj dosti pozornosti. Celo njegovo rojstno leto je bilo (po vsej verjetnosti) vpisano zmotno z letnico 1081 v listino, ki je bila pozneje izgubljena, služila pa je kot vir vsem nadaljnjim dokumentom. Vendar je Konrad, že izvoljen za nemškega kralja, očeta izdal in prestopil k njegovim nasprotnikom. Oče ga je zato maja 1098 na državnem zboru v Mainzu odstavil in za naslednika imenoval mlajšega sina ter ga dal izvoliti za kralja. Henrik V. je tedaj moral priseči, da se v času očetovega življenja ne bo vmešaval v vladarske posle. 6. januarja 1099 je bil v Aachnu kronan za nemškega kralja. Za veliko noč leta 1101 je bil v Liègu z obredom nošenja meča proglašen za polnoletnega. (Če je bil tedaj, kot je bilo v navadi, star 15 let, je bil rojen leta 1086.)

## Odstavitev očeta in prevzem oblasti (1104–1106)
Izobčenje cesarja Henrika IV. iz katoliške cerkve, ki je veljalo tudi za njegove pristaše in posredno tudi za sina Henrika V., so mnogi občutili kot veliko breme, ki je kralju zmanjševalo vladarsko avtoriteto. Plemstvo se mu je začelo, kot že večkrat prej, upirati. Da bi čim prej dosegel spravo s cerkvijo, je Henrik V. prelomil prisego, ki jo je dal očetu, in konec leta 1104 sam stopil na čelo bavarskih upornikov. Papež Pashal II. ga je odvezal greha prelomljene prisege in mu obljubil podporo v boju proti očetu.
Spomladi leta 1105 se je Henrik V. dva meseca zadrževal na Saškem, na očetu najbolj sovražnem območju. Kazal se je ustrežljivega do cesarjevih gregorijanskih nasprotnikov in je odstavil nekaj škofov, ki jih je postavil oče. K sodelovanju se mu je posrečilo pritegniti vplivnega avstrijskega mejnega grofa, Babenberžana Leopolda III., kateremu je ponudil svojo sestro Agnezo za ženo. Henrik V. je oktobra z vojsko zasedel Speyer, osrednjo rezidenco salijskih vladarjev.
Jeseni 1105 sta si ob reki Regen stali nasproti vojski očeta in sina. Vendar je pri knezih obeh strani prevladal razum in odločili so se za miroljubno rešitev. Med božičnimi prazniki naj bi na državnem zboru v Mainzu razrešili spor. Sin je očetu zagotovil varno udeležbo na zboru, a to je bila le past, da ga je lahko prijel. 31. decembra 1105 so na zboru v Ingelheimu Henrika IV. prisilili, da se je (formalno prostovoljno) odpovedal prestolu. Henrik V. je zavladal svobodno po očetovi smrti, 7. avgusta 1106. Sprva mu je pri vladanju pomagal trierski nadškof Bruno.

## Pogajanja z rimsko kurijo (1106–1107)
Henrik V. je v prvih letih vladal v soglasju s plemiči, ki so mu pomagali do oblasti. Pogosto se je z njimi sestajal in usklajeval stališča. V dobrih odnosih je bil tudi s saškim plemstvom. Ob smrti njihovega vojvode Magnusa Billunga, ki je umrl brez moškega naslednika, ni podelil vojvodine v fevd nobenemu od njegovih dveh zetov ampak saškemu plemiču Lotarju Supplinburškemu.
Čeprav je pred prevzemom oblasti kazalo, da se bo podredil volji papeža, pa se kot vladar ni bil pripravljen odreči pravici imenovanja škofov in pri tem uporabi verskih simbolov, prstana in palice. Na sinodi v Guastalli (oktobra 1106) so njegovi pogajalci izrazili željo, da bi se o tem pomenili na srečanju z nemškimi knezi v Mainzu. Toda papež je, verjetno pod vplivom francoskega kralja Filipa I., za mesto koncila izbral francoski Troyes, kar pa ni bilo po godu Henriku. Predhodno usklajevanje stališč med Henrikovim odposlancem, trierskim nadškofom Brunom, in papežem v Châlons-en-Champagne ni prineslo uspeha, tako da je koncil v Troyesu (23. maja 1107) minil brez nemške udeležbe. Papež je ponovno prepovedal laično investituro ter škofom, ki bi jo sprejeli, in njihovim posvetiteljem zagrozil z izgubo položaja. Po koncilu je Henrik v Nemčiji še naprej nastavljal škofe. Pri tem ni več sledil politiki svojih predhodnikov, ki so na škofovska mesta nastavljali duhovnike, vzgojene v dvorni kapeli, ampak je bolj upošteval želje plemičev in njihove sorodstvene vezi. Pri tem so ga podpirali mnogi nemški kleriki.
Papež ob povratku s koncila v Rim (ob koncu leta 1107) ni bil deležen prijaznega sprejema. Mestni plemiči so ga pričakali z zahtevami po samostojnosti. Po enem letu je postalo njegovo bivanje v Rimu nevzdržno in umaknil se je v Benevento. Vprašanje investiture se je za nekaj časa umaknilo na stranski tir. Henrika so zaposlili dogodki na vzhodu cesarstva, kjer je poskušal uveljaviti nemško nadoblast.

## Vojaško posredovanje na vzhodu (1107–1110)
V obdobju 1107–1110 je Henrik štirikrat z vojsko posredoval na vzhodu, na Češkem uspešno, na Ogrskem in Poljskem pa neuspešno.
Moravski grof Svetopolk Moravski (ali Olomuški, † 1109) iz rodu Přemislovcev je že leta 1105 poskušal izkoristiti Henrikov upor proti očetu in s položaja češkega vojvode izriniti bratranca Bořivoja II. To mu je uspelo šele ob naslednjem poskusu, leta 1107. Bořivoj se je zatekel po pomoč k Henriku. Ta je Svetopolka poklical na zagovor in ga dal zapreti. Ko pa se Bořivoj tudi ob pomoči kraljeve vojske ni uspel vrniti na vojvodski prestol, se je Henrik premislil in dal Češko v fevd Svetopolku, ki mu je obljubil zvestobo. Bořivoj se je zatekel na Poljsko.
Leta 1108 je k Henriku pribežal ogrski plemič Álmoš, ki mu je brat, ogrski kralj Koloman, odvzel posesti v Dalmaciji, in prosil za pomoč. Henrik je septembra 1108 skupaj s Svetopolkovo vojsko začel oblegati ogrsko Bratislavo. A ker je poljski kralj Boleslav III., ki je imel z Kolomanom sklenjeno obrambno zvezo, v odgovor napadel Češko, se je moral Svetopolk vrniti na Češko branit svojo deželo in jo je tudi obranil. Henrik je pred zimo opustil obleganje Bratislave, Svetopolk pa je še vso zimo s hitrimi napadi pustošil po Ogrski.
Poleti 1109 je Henrik zbral močno vojsko iz vsega cesarstva za napad na Poljsko. Potem ko je poljski vojvoda Boleslav III. odklonil Henrikove zahteve (da prizna vazalstvo, da pristane na letni davek v srebru in da vrne ozemlja bratu Zbigniewu, ki je pribežal k Henriku po pomoč), je Henrik z vojsko prekoračil Odro. Čeprav je Bolesava, ki se je tedaj boril na Pomorjanskem, presenetil, so neugoden teren in hitri, nepričakovani protinapadi Poljakov nemški vojski onemogočali napredovanje. Vmes je prišla je še vest o umoru zaveznika Svetopolka. Henrikova vojska se je morala vrniti brez uspeha.
Na Češkem se je med brati nadaljeval boj za nasledstvo. Bořivoj je s poljsko vojsko zasedel Prago. Henrik je januarja 1110 z vojsko prekoračil češko mejo. Nasprotnike je pozval na zagovor Rokycany pri Plzňu. Bořivoja je dal zapreti in vojvodino podelil v fevd mlajšemu bratu Vladislavu. Na vrsti je bila pot v Italijo.

## Prvi pohod v Italijo (1110–1111)
Z menjavo vladarja v Nemčiji se lokalni oblastniki v Italiji niso več menili za cesarstvo. Oblast v Italiji je bila razdrobljena, odnos med kraljem in papežem neurejen, Henrik pa si je tudi želel cesarske krone. V začetku leta 1110 je na državnem zboru v Regensburgu napovedal svojo pot v Rim in pozval plemiče, da ga po ustaljeni navadi spremljajo. Na veliko noč se je v Utrechtu zaročil z osemletno Matildo, hčerko angleškega kralja Henrika I. Bodoči tast, ki si je s tem močno povečal ugled, je primaknil še ogromno doto, 10.000 funtov srebra, bodoči zet pa si je ustvaril trajno zavezništvo z Anglijo in prišel do denarja za oborožitev vojske. Avgusta je krenil iz Speyerja z veliko vojsko (30.000 konjenikov) preko Velikega Svetega Bernarda v Italijo in se na poljih Roncaglije (pri Piacenzi) srečal z drugo vojsko, ki jo je iz južne Nemčije pripeljal bavarski vojvoda Welf II. Italijanska mesta so se podredila in Matilda Toskanska je dala vojski dovoljenje za prehod njenih ozemelj.
Papež Pashal II., ki se je med tem že vrnil v Rim, je leta 1110 na koncilu v Lateranu ponovno prepovedal laično investituro in si zagotovil vojaško oporo pri Normanih v južni Italiji in pri rimskih plemičih. Toda ob ogromni nemški vojski so se oboji potuhnili in na pogajanjih s Henrikovimi odposlanci, ki so se začela januarja 1111, je bil papež v veliki stiski: za odpoved investituri je Henriku ponudil vrnitev vseh posesti in pravic, ki jih je cerkev dobila od države. Škofom in opatom bi bili tako vzeti dohodki in pravice, ki so jih imeli že iz karolinških časov in ki so jim omogočali dejavnosti v službi kralja. (Pashal II. je bil prepričan, da je posvetnost duhovščine glavna težava cerkve.) Henrik je predlog sprejel (9. februarja v Sutriju) in bil 11. febuarja 1111 z vojsko pred Rimom. Tik pred kronanjem naj bi prisotnim prebrali tekst pogodbe.
Naslednji dan je Henrik, bosonog, da bi izkazal ponižnost pred papežem, slavnostno vstopil v cerkev sv. Petra. Ko pa so pri branju sporazuma iz Sutrija prišli do koncesij, ki jih je papež obljubil Henriku, je v cerkvi nastal trušč neodobravanja, tako da slavnosti ni bilo mogoče nadaljevati. Henrik je preklical svojo odpoved investituri in dal papeža in 16 kardinalov zapreti. Dva meseca je bil papež v priporu preden je popustil: pristal je, da bo Henrika kronal za cesarja, se odpovedal investituri v korist cesarja, se zaobljubil, da ga nikdar ne bo izobčil, in preklical izobčenje Henrikovega mrtvega očeta. 13. aprila 1111 sta Henrik in Matilda dobila iz papeževih rok cesarski kroni in takoj nato zapustila mesto. Na povratku domov se je Henrik ustavil še pri Matildi Toskanski na gradu Bianello (6.-8. maja 1111), kjer sta sklenila pogodbo, ki jo zgodovinopisje razume kot dedno pogodbo v primeru Matildine smrti.
Komaj je cesar zapustil Rim, so vsi planili nad nesrečnega Pashala in zahtevali, da razveljavi vse dane koncesije, in cesarja izobči. A papež tega ni storil. Sestala se je sinoda, ki je papež ni sklical, in obnovila stare dekrete prejšnjih papežev. Prišlo je do vsesplošnih protestov. Gregorijance je še najbolj motilo to, da lahko cesar uporablja cerkvene simbole, prstan in palico. Poleti 1111 je kardinalski legat Kuno iz Praeneste na sinodi v Jeruzalemu cesarja izobčil. Marca 1112 je kurija na koncilu v Lateranu preklicala investiturne privilegije cesarja. Oktobra 1112 ga je izobčil in ga proglasil za krivoverca tudi dunajski nadškof Gvido, kasnejši papež Kalist II. Papež Pashal II. pa je držal obljubo cesarju; izmikal se je formalni razveljavitvi privilegijev in izobčenju cesarja, obenem pa je po vse mogočih ovinkih izražal odobravanje, kadar so cesarja obsojali njegovi podrejeni.

## Spori s plemstvom (1111–1115)
Henrik se je vrnil v Speyer in ob peti obletnici očetove smrti (7. avgusta 1111) slavnostno prenesel očetove posmrtne ostanke v družinsko grobnico v speyerski stolnici. To se mu je zdelo pomembno za ohranitev videza kontinuitete salijske oblasti.
Obsodbe cerkvenih dostojanstvenikov in dejstvo, da je imel priprtega božjega namestnika na zemlji, so tudi v Nemčiji spremenili razpoloženje do cesarja. Zveza s knezi, s pomočjo katerih je prišel na oblast, je razpadla. Začel se je nakazovati boj za oblast med kraljem in knezi, ki je bil potem značilen za ves visoki srednji vek. Henrik je začel vladati tako kot njegov oče, ne oziraje se na visoko plemstvo in z opiranjem na meščanstvo. Ob pokopu očeta je mestu Speyer izdal širokogrudne privilegije, tri leta kasneje nekoliko skromnejše mestu Worms.
Konflikti s knezi so se začeli vrstiti. Saški vojvoda Lotar, kasnejši kralj Lotar III., je stopil na čelo velikega upora na Saškem in celo mainški nadškof Adalbert, nekdanji Henrikov zaupnik in kancler, je prestopil k upornikom; že konec leta 1112 pa je prišel v Henrikovo ujetništvo in zapor. Tudi na Saškem so se v letih 1112 in 1113 boji končali za cesarja ugodno, tako da se je lahko 7. januarja 1114 v Mainzu na slavnostni poroki z Matildo počutil kot zmagovalec. Nekaj časa se je celo zdelo, da so Salijci po končanih konfliktih spet dobili stik s plemstvom. Saški vojvoda Lotar je prišel na poročno slavje bos in v spokorniški obleki ter od cesarja dobil odpuščanje, tako kot je bilo to v navadi v otonskih časih. Nasprotno je dal Henrik Ludvika Turinškega, ki je tudi sodeloval s saško opozicijo, prijeti in zaprti, kar je mnoge kneze odvrnilo od cesarja; nekateri so zapustili slavje, drugi pa so srečanje že kar izkoristili za kovanje zarote.
Pritožbe in nezadovoljstvo s Henrikovim vladanjem se je nadaljevalo. Spomladi 1114 se je od cesarja odvrnil kölnski nadškof Friderik in se v uporu povezal z drugimi nezadovoljneži. Dva cesarjeva vojaška pohoda priti Kölnčanom nista uspela. Poraz cesarske vojske oktobra 1114 pri Andernachu je pomenil konec Henrikove prisotnosti v Spodnjem Porenju. Za božič 1114 je prišlo pod vodstvom vojvode Lotarja do ponovnega upora tudi na Saškem. 11. februarja 1115 je Lotar pri Welfesholzu uničujoče porazil Henrikovo vojsko in s tem končal salijsko oblast na Saškem. Odtlej je na Saškem vladal skoraj kot kralj. 
Vstaja mainških meščanov je Henrika prisilila, da je izpustil nadškofa Adalberta, ki je postal duša upora proti cesarju. Vmešala se je tudi rimska kurija. Papeški legat Kuno iz Praeneste je v Kölnu javno izrekel izobčenje cesarja. Nemški knezi so se množično odvračali do cesarja. Povezave med škofi in kraljem so bile skoraj povsem prekinjene. Henrik je moral dvorna srečanja zaradi slabe udeležbe odpovedovati, kar je še bolj zmanjševalo njegov ugled. Na božično praznovanje, pomembno manifestacijo kraljeve priljubljenosti, je v Speyerju leta 1115 prišlo le nekaj njegovih zvestih privržencev. V tem času so se v Kölnu, na povabilo mainškega nadškofa Adalberta, zbrali številni Henrikovi nasprotniki, da bi se posvetovali o cerkvenih vprašanjih.
Drugačne so bile razmere na Bavarskem, čeprav se Henrik od kratkega postanka na povratku iz Italije leta 1111 tam do leta 1121 ni več zadrževal. Njegovi nasprotniki se na Bavarskem niso mogli uveljaviti in bavarski plemiči so obiskovali kraljeve dvore drugod po cesarstvu. Za služenje cesarju so bili tudi nagrajeni. Spanheimovec, grof Engelbert II., je leta 1108 napredoval v mejnega grofa Istre in leta 1124 v koroškega vojvodo. Najvplivnejši pa je na kraljevem dvoru postal Stufovec, švabski vojvoda Friderik II.
24. julija 1115 je umrla grofica Matilda Toskanska. Henrik je pustil reševanje domačih težav zvestima Frideriku II. Švabskemu in njegovemu bratu Konradu in se konec februarja 1116 ponovno odpravil v Italijo, da bi si zagotovil Matildine posesti in se morda pobotal s papežem.

## Drugič v Italiji (1116–1118)
To pot je cesarja spremljala manjša vojska. V severni Italiji ni skoparil s podeljevanjem koncesij mestnim komunam. Brez težav se je polastil Matildinih posesti, ne pa tudi njenega osebnega imetja, ki ga je zapustila papežu. Dogovarjanje s Pashalom II. pa ni bilo mogoče. Papež je 6. marca 1116 na koncilu v Lateranu moral priznati, da so bile njegove koncesije cesarju dane pod prisilo in jih je končno javno preklical. Pred Henrikovim prihodom v Rim se je umakni v    Benevento. Henrikovo praznično velikonočno kronanje cesarja je bil pripravljen izpeljati le Mavricij, nadškof portugalskega glavnega mesta Brage, ki se je ravno mudil v Rimu. Ker se je cesar pred poletno vročino umaknil v severno Italijo, se je lahko papež vrnil v Rim, kjer je 21. januarja 1118 umrl. Škofje so po treh dneh za njegovega naslednika izvolili papeža Gelazija II. Cesar se je z vojsko vrnil v Rim in za protipapeža postavil omenjenega Mavricija (Gregorja VIII.). Gelazij II. je protipapeža in cesarja izobčil in pobegnil v Francijo, kjer je 29. januarja 1119 umrl. Do ponovnega razkola ni prišlo, ker protipapež ni dobil nobene širše podpore, pa tudi Henrik, ki se je poleti 1118 hitro vrnil v Nemčijo, je kar pozabil nanj.

## Wormški konkordat (1119–1122)
Škofje in kardinali, navzoči na Gelazijevem pogrebu, so v Clunyju za novega papeža izvolili dunajskega nadškofa in papeškega legata Gvida, ki si je nadel ime Kalist II. Bil je naklonjen pomiritvi s cesarjem in je sam preko poslancev spodbudil nova pogajanja. Oktobra 1119 je celo odpotoval v Mouzon, da bi s Henrikom uskladila podrobnosti glede investiture. Toda do sporazuma med njima ni prišlo in Kalist je na sinodi v Reimsu (oktobra 1119) ponovno potrdil Henrikov izobčenje. Mainškega škofa Adalberta je imenoval za papeškega legata in s tem oslabil Henrikov položaj v Nemčiji. Razmere v Italiji so novemu papežu omogočile, da se je že naslednje leto lahko preselil v Rim, kjer so ga meščani navdušeno sprejeli.
Nasprotja v Nemčiji pa so grozila s ponovnim vojaškim spopadom. Henrik se je odločil, da bo z vojsko uničil nadškofa Adalberta, ta pa je v Mainzu mobiliziral obrambno vojsko svojih pristašev, zlasti Sasov. Jeseni 1121 sta si tako na mainškem območju stali nasproti dve veliki vojski. Vendar je prevladal razum. Na pobudo zmernejših knezov so iz vsakega tabora izbrali po dvanajst pogajalcev, ki so v pogajanjih obdelali vsa sporna vprašanja, tudi tista ki so se nanašala na investituro. Pripravili so tekst sporazuma, ki so ga oktobra 1121 potrdili na državnem zboru v Würzburgu. Na tej osnovi so nadaljevali pogajanja z rimsko kurijo. Papež je septembra 1122 poslal v Mainz svoje pogajalce, ki so v osmih dneh z nemškimi pogajalci prišli do sporazuma, ki ga poznamo pod imenom wormški konkordat. 23. septembra 1122 je sporazum podpisal tudi cesar. S tem se je končal investiturni spor. 
Henrik se je s konkordatom rešil izobčenja, ne da bi se mu bilo treba spokoriti, tako kot njegovemu očetu. Moral se je odreči investituri s prstanom in palico in prepustiti volitve škofov in opatov duhovščini in ljudstvu. Smel pa je prisostvovati ali imeti pooblaščenca pri volitvah. Po izvolitvi je izvoljenemu s posvetnim simbolom, žezlom, podelil posvetno oblast in od njega prejel izraze vazalstva. Šele potem je cerkveni dostojanstvenik izvoljenega s cerkvenimi simboli, prstanom in palico, posvetil v škofa. Vendar je tak vrstni red veljal le v Nemčiji; v Burgundiji in Italiji je posvetitev sledila izvolitvi, posvetno oblast pa je prejel že posvečen škof v roku šestih mesecev.

## Nova nesoglasja na Saškem. Neuspelo vojaško posredovanje v Franciji (1122–1125)
Komaj je bil sklenjen sporazum s cerkvijo, je že spet prišlo do oboroženih spopadov na Saškem. Po smrti meißenškega grofa Henrika II., ki je bil brez otrok, je cesar njegova fevda, mejno grofijo Meißen in Spodnjo Lužico dodeli v fevd knezom po svoji presoji. S tem se ni strinjal saški vojvoda Lotar, neformalni gospodar na Saškem, in je grofijo Meißen dodelil bratrancu umrlega grofa, Konradu I. Wettinskemu in Spodnjo Lužico grofu Albertu Medvedu. Cesar s svojimi privrženci in ob pomoči češkega vojvode Vladislava vojaško saškim upornikom ni bil kos in je na državnem zboru v Bambergu (4. maja 1124) pozval plemiče na boj proti Lotarju. Toda vmes je prišel poziv Henrikovega tasta, angleškega kralja Henrika I., naj se mu pridruži v vojni proti Francozom. Cesar se je odzval in konec julija 1124 z vojsko napotil proti Reimsu. A nevarnost je Francoze med seboj povezala in v obrambo so zbrali vojsko, ki ji bila veliko večja od cesarjeve. Cesar se je bil prisiljen umakniti. Bil je že bolan in preden se je lahko lotil reševanja notranje neenotnosti v državi, je 23. maja 1125 v Utrechtu umrl. Skrb za ženo Matildo in njeno imetje je prepustil Štufovcu Frideriku II., ki si ga je zamislil kot svojega dediča. Matilda, ki s Henrikom ni imela otrok, se je vrnila k očetu v Anglijo.
Vendar Friderik II. Švabski, ki se je imel za cesarjevega dediča, na volilnem zboru plemičev 24. avgusta 1125 v Mainzu ni uspel. Zlasti mainški nadškof Albert si ni želel nadaljevanja do cerkve neprijazne politike. Med štirimi kandidati je bil za novega nemškega kralja na koncu izbran saški vojvoda Lotar Supplinburški. Odtlej so nove nemške kralje vedno volili knezi, dedna pravica je postala manj pomembna.